# Dekanat Koszalin (diecezja wrocławsko-szczecińska)
Dekanat Koszalin – jeden z 5 dekanatów diecezji wrocławsko-szczecińskiej Polskiego Autokefalicznego Kościoła Prawosławnego.

## Parafie
W skład dekanatu wchodzi 5 parafii:
- parafia Wszystkich Świętych w Bobolicach
  - cerkiew Wszystkich Świętych w Bobolicach
- parafia Zaśnięcia Najświętszej Maryi Panny w Koszalinie
  - cerkiew Zaśnięcia Najświętszej Maryi Panny w Koszalinie
- parafia Świętych Apostołów Piotra i Pawła w Słupsku
  - cerkiew Świętych Apostołów Piotra i Pawła w Słupsku
- parafia Świętej Trójcy w Szczecinku
  - cerkiew Świętej Trójcy w Szczecinku
- parafia Świętej Trójcy w Wałczu
  - cerkiew Świętej Trójcy w Wałczu